# 미분 사상

만약 지도인 φ가 다양체 M의 모든 점을 다양체 N으로 운반한다면, φ의 밀어내기는 M의 모든 점에서 접공간의 벡터를 N의 모든 점에서 접공간으로 운반한다.

매끄러운 다양체 사이에서 정의된 매끄러운 함수 φ : M → N가 있을 때, φ의 점 x ∈ M에서의 미분 사상(differential)은 x 부근에서 φ를 선형 근사한 것이다. 구체적으로 말해서, φ의 미분 사상이란 M의 x에서의 접공간을 N의 φ(x)에서의 접공간으로 보내는 선형 사상이다. 당김과 대응되는 개념으로, 밂(pushforward)이라고도 부른다.

## 매끄러운 함수의 미분 사상
φ : M → N를 매끄러운 다양체 사이에서 정의된 매끄러운 함수라 정의하자. x ∈ M가 주어졌을 때, {\displaystyle T_{x}M}을 M의 x에서의 접공간, {\displaystyle T_{\varphi \left(x\right)}N}을 N의 φ(x)에서의 접공간이라 정의하자. 그러면 φ의 x에서의 미분 사상은 다음과 같은 선형 사상이다.
{\displaystyle \mathrm {d} \varphi _{x}:T_{x}M\to T_{\varphi (x)}N\,}
만약 접공간을 γ(0) = x가 성립하는 곡선들 중 특정 성질을 만족하는 동치류로 정의했다면, 미분 사상은 다음과 같이 된다.
{\displaystyle \mathrm {d} \varphi _{x}(\gamma '(0))=(\varphi \circ \gamma )'(0).}

## 참고
- John M. Lee, Introduction to Smooth Manifolds, (2003)  Springer Graduate Texts in Mathematics 218.
- Jürgen Jost, Riemannian Geometry and Geometric Analysis, (2002) Springer-Verlag, Berlin  ISBN 3-540-42627-2 See section 1.6.
- Ralph Abraham and Jerrold E. Marsden, Foundations of Mechanics, (1978) Benjamin-Cummings, London ISBN 0-8053-0102-X See section 1.7 and 2.3.

## 같이 보기
- 당김